# Blastozoa
Blastozoa — вимерлий підтип голкошкірих (Echinodermata), який існував з кембрію до пермі, особливо багато представлений в ордовіку.

## Таксономія
Згідно з деякими авторами підтип Blastozoa включає наступні класи:
- Клас Eocrinoidea (кембрій — силур)
- Клас Parablastoidea (ордовік)
- Клас Rhombifera = Cystoidea, (ордовік — девон)
- Клас Diploporita = Cystoidea, (ордовік — девон)
- Клас Blastoidea (силур — перм)
- Клас Paracrinoidea, (ордовік — силур)

Проте, наприклад ресурс Paleobiology Database, до підтипу відносить лише клас Eocrinoidea.